# Bankrotní model
Bankrotní modely nám indikují finanční stav firmy a její ohrožení případným bankrotem. Modely jsou založeny na reálných datech společností, které již zkrachovaly. Pomocí vytvořených vzorců se předvídá, jestli se firma ubírá spíše k bankrotu či prosperuje. Předpověď bankrotu lze zjistit již několik let před skutečným zbankrotováním. Velmi užitečné jsou tyto modely pro investora při posouzení koupě akcií či dluhopisů firmy. Modely zahrnují důležité položky jako například aktiva, dluhy, zisk, tržby, závazky a další. Je však třeba mít na paměti, že bankrotní modely mají pouze orientační charakter a nemohou nahradit kompletní finanční analýzu

## Typy bankrotních modelů

### Altmanův bankrotní model
Altmanův bankrotní model je vypočítáván na základě poměrových ukazatelů a máme několik typů. Nejznámějším druhem je bankrotní model pro akciové společnosti a pro společnosti s ručením omezeným.
- Altmanův model pro akciové společnosti

{\displaystyle Z=1,2X_{1}+1,4X_{2}+3,3X_{3}+0,6X_{4}+1,0X_{5}}

Výsledky:
Z > 2,99 → uspokojivá finanční situace firmy
1,81 < Z ≤ 2,99 → šedá zóna neurčitých výsledků
Z ≤ 1,81 → firma je ohrožena bankrotem
- Altmanův model pro společnosti s ručením omezeným

{\displaystyle Z=0,717X_{1}+0,847X_{2}+3,107X_{3}+0,42X_{4}+0,998X_{5}}

Výsledky:
Z > 2,9 → uspokojivá finanční situace firmy
1,2 < Z ≤ 2,9 → šedá zóna neurčitých výsledků
Z ≤ 1,2 → firma je ohrožena bankrotem
- Altmanův model pro podmínky českých podniků

{\displaystyle Z=1,2X_{1}+1,4X_{2}+3,3X_{3}+0,6X_{4}+1,0X_{5}-1,0X_{6}}

Výsledky:
Z > 2,99 → uspokojivá finanční situace firmy
1,81 < Z ≤ 2,99 → šedá zóna neurčitých výsledků
Z ≤ 1,81 → firma je ohrožena bankrotem

X1 = (oběžná aktiva - krátkodobé zdroje) / celková aktiva
X2 = zisk po zdanění / celková aktiva
X3 = zisk před zdaněním a úroky / celková aktiva
X4 pro a.s. = tržní hodnota vlastního kapitálu / celkové dluhy
X4 pro s.r.o. = účetní hodnota základního kapitálu / celkové dluhy
X5 = celkové tržby / celková aktiva
X6 = závazky po lhůtě splatnosti / výnosy

### Tafflerův bankrotní model
Tafflerův bankrotní model je založen na 4 poměrových ukazatelích. Existují 2 typy tohoto modelu - základní a modifikovaná verze. Základní verze je běžným bankrotním modelem. Modifikovaná verze je vhodná pro situace, kdy neznáme do detailu přesně všechny podnikové údaje a liší se pouze v posledním poměrovém ukazateli.
- Základní tvar Tafflerova modelu

{\displaystyle Z=0,53R_{1}+0,13R_{2}+0,18R_{3}+0,16R_{4}}

R1 = zisk před zdaněním / krátkodobé závazky
R2 = oběžná aktiva / cizí kapitál
R3 = krátkodobé závazky / celková aktiva
R4 = (finanční majetek - krátkodobé dluhy) / provozní náklady

Výsledky:
Z > 0 → nízká pravděpodobnost bankrotu firmy
Z < 0 → vysoká pravděpodobnost bankrotu firmy
- Modifikovaná verze Tafflerova modelu

{\displaystyle Z=0,53R_{1}+0,13R_{2}+0,18R_{3}+0,16R_{4}}

R1 = zisk před zdaněním / krátkodobé závazky
R2 = oběžná aktiva / cizí kapitál
R3 = krátkodobé závazky / celková aktiva
R4 = celkové tržby / celková aktiva

Výsledky:
Z > 0,3 → nízká pravděpodobnost bankrotu firmy
Z < 0,2 → vysoká pravděpodobnost bankrotu firmy

### Indexy IN
Indexy IN jsou modely důvěryhodnosti navržené manžely Neumeirovými a jsou vhodné pro málo likvidní kapitálový trh. Indexy jsou sestavy na základě 100 vybraných českých firem. Těchto indexů máme několik druhů. Index IN95 je věřitelský model a IN99 je vlastnický model.
- Index IN05

{\displaystyle IN05=0,13A+0,04B+3,97C+0,21D+0,09E}

A = aktiva/cizí zdroje
B = zisk před zdaněním a úroky/nákladové úroky
C = zisk před zdaněním a úroky/aktiva
D = celkové výnosy/aktiva
E = oběžná aktiva/(krátkodobé závazky + krátkodobé bankovní úvěry a výpomoci)

Výsledky:
IN > 1,6 → dobrá finanční situace firmy
0,9 < IN < 1,6 → šedá zóna s neurčitými výsledky
IN < 0,9 → firma ohrožena finančním bankrotem
- Index IN95

{\displaystyle IN95=0,22A+0,11B+8,33C+0,52D+0,10E+16,80F}

A = aktiva/cizí zdroje
B = zisk před zdaněním a úroky/nákladové úroky
C = zisk před zdaněním a úroky/aktiva
D = výnosy/aktiva
E = oběžná aktiva/(krátkodobé závazky + krátkodobé bankovní úvěry)
F = závazky po lhůtě splatnosti/výnosy

Výsledky:
IN > 2 → uspokojivá finanční situace firmy
1 < IN ≤ 2 → šedá zóna s neurčitými výsledky
IN ≤ 1 → firma ohrožena finančním bankrotem
- Index IN99

{\displaystyle IN99=-0,017A+4,573B+0,481C+0,015D}

A = cizí zdroje/aktiva
B = zisk před zdaněním a úroky/aktiva
C = výnosy/aktiva
D = oběžná aktiva/(krátkodobé závazky + krátkodobé bankovní úvěry)

Výsledky:
IN ≥ 2,07 → uspokojivá finanční situace firmy
0,684 < IN < 2,07 → šedá zóna s neurčitými výsledky
IN ≤ 0,684 → firma ohrožena finančním bankrotem